# Sylvain Stym-Popper
Pour les articles homonymes, voir Popper.
Sylvain Stym-Popper est un architecte en chef des monuments historiques, né à Bucarest le 11 juin 1906, mort dans un accident de la route en Espagne le 18 août 1969 .

## Biographie
Sylvain Stym-Popper est élève de l’École des beaux-arts de Paris en 1925 où il obtient son diplôme d’architecte en 1932. Il est naturalisé Français en 1929.
Prisonnier de guerre en Allemagne, il est libéré en 1945. Il se présente au concours des architectes en chef des monuments historiques à son retour, en 1946. Il est nommé architecte en chef chargé des Pyrénées-Orientales et de l'Ariège en 1947, puis de la Haute-Garonne en 1948. Il se voir alors confié des secteurs importants dans le Roussillon et à Toulouse. Il est responsable de l’arrondissement de Pontoise, en 1951, et du canton de Magny-en-Vexin en 1966. 
Il a mené une double carrière d'architecte en chef des monuments historiques et d'architecte des bâtiments civils. À ce dernier titre, à partir de 1959, jusqu'en 1964, il travaille avec l'architecte Jean Barbut sur la restructuration de l'ensemble du lycée Pierre-de-Fermat en même temps qu'il est chargé de la restauration du couvent des Jacobins : la plupart des constructions modernes datent de cette période, de nouveaux corps de bâtiment sont construits, notamment l’internat, le bâtiment de l’administration, tandis qu'une partie du bâtiment conventuel de 1772, qui masquait la façade de l'église des Jacobins, est démolie afin d'agrandir le parvis des Jacobins,. Il fait réaliser un buste de Pierre de Fermat pour le placer dans le grand vestibule. Pendant ces travaux, des éléments du rempart antique de Toulouse sont découverts dans les caves du lycée et étudiés.
Il a construit la cité administrative de Foix en 1949, le laboratoire Arago à Banyuls-sur-Mer, en 1954, l'internat du collège de Prades, en 1956, l'église paroissiale Saint-Pierre de Boulogne-sur-Mer, en 1960, le lycée François-Arago de Perpignan, en 1966, le lycée climatique et sportif Pierre de Coubertin à Font-Romeu et la pension d'enfants « Home Catalan ».
En même temps que ses activités d'architecte, il a fait 5 053 photographies conservées par la Médiathèque de l’architecture et du patrimoine.

## Ouvrages dont il a dirigé la restauration
- Palais des rois de Majorque,
- Château royal de Collioure
- Cathédrale Sainte-Eulalie-et-Sainte-Julie d'Elne,
- Cathédrale Saint-Lizier de Saint-Lizier,
- Abbaye Saint-Michel de Cuxa,
- Prieuré de Serrabona,
- Ensemble conventuel des Jacobins de Toulouse,
- Couvent des Augustins de Toulouse,
- Cathédrale Saint-Étienne de Toulouse,
- Église Notre-Dame de Vals,
- Forteresse de Salses.
- Abbaye de Maubuisson

## Publications
- Le palais des rois de Majorque à Perpignan, dans Bulletin de la Société nationale des Antiquaires de France. 1948-1949, 1952, p. 65-66 (lire en ligne)
- avec Jean Verrier, « Le palais des Rois de Majorque », dans Congrès archéologique de France, CXII session, Le Roussillon, 1954, Société française d'archéologique, p. 9-30
- « L'architecture civile à Perpignan », dans Congrès archéologique de France, Session CXII, Le Roussillon, 1954, Société française d'archéologie, p. 119-134
- « Le château de Collioure », dans Congrès archéologique de France, Session CXII, Le Roussillon, 1954, Société française d'archéologique, p. 161-179
- « La place de l'obélisque à Port-Vendres », dans Congrès archéologique de France, Session CXII, Le Roussillon, 1954, Société française d'archéologique, p. 194-198
- « L'abbaye de Saint-Michel de Cuxa », dans Congrès archéologique de France, Session CXII, Le Roussillon, 1954, Société française d'archéologie, p. 299-314
- « Le château de Salses », dans Congrès archéologique de France, Session CXII, Le Roussillon, 1954, Société française d'archéologie, p. 406-424
- « Les églises carolingiennes de Cuxa (Pyrénées-Orientales) », dans Bulletin de la Société nationale des Antiquaires de France. 1950-1951, 1954, p. 91-102 (lire en ligne)
- « Découverte d'une chapelle circulaire à Saint-Michel de Cuxa », dans Bulletin de la Société nationale des Antiquaires de France. 1952-1953, 1955, p. 117-120 (lire en ligne)
- « L'abbaye de Saint-Michel de Cuxa », dans Cahiers Notre-Dame del Pessebre, 1956, no 1, p. 4-13
- avec Charles Perrat, « Les vestiges antiques à la cathédrale de Saint-Lizier (Ariège) », dans Bulletin de la Société nationale des antiquaires de France, 1958, p. 124-127 (lire en ligne)
- « L'église romane de Saint-Lizier (Ariège) », dans Bulletin de la Société nationale des antiquaires de France, 1958, p. 138-144(lire en ligne)
- « Abbaye Sainte-Marie de Vilabertran », dans Congrès archéologique de France Session CXVII, 1959, Société française d'archéologie, p. 12-18
- « Consolidation et mise en valeur de l'église Saint-Just de Valcabrère », dans Les monuments historiques de la France, 1959, tome 5, p. 173-178
- « Fouilles pratiquées sur l'emplacement du cloître de la cathédrale de Toulouse », dans Bulletin de la Société nationale des antiquaires de France, 1963, p. 137-138(lire en ligne)
- « Fouilles à Montsegur », dans Archeologia, 1967, no 19, p. 16-19
- « L'ancienne crypte de l'église Saint-Volusien à Foix », dans Bulletin annuel. Société Ariégeoise Sciences, Lettres et Arts, 1967, no 23, p. 17-21
- « La chapelle Saint-Martin de Fenouillar à Maureillas (Pyrénées-Orientales) », dans Bulletin de la Société nationale des antiquaires de France, 1967, p. 130 (lire en ligne)
- « L'ancien couvent des Jacobins à Toulouse », dans Les monuments historiques de la France, 1968, tome 14, no 2, p. 27-38
- « L'ancien couvent des Jacobins à Toulouse », dans Les monuments historiques de la France, 1969, tome 15, no 2, p. 13-52
- « Les travaux de remise en état de l'église de Serrabone », dans Les monuments historiques de la France, 1969, tome 15, no 2, p. 39-59

## Distinction
- Chevalier de la Légion d'honneur en 1957[7].